# 札幌市交通局D1030形気動車
札幌市交通局D1030形気動車（あるいは“D1030形内燃動車”）は、1963年に登場した札幌市電の路面ディーゼルカーである。

## 概要
1963年（昭和38年）に登場した。D1031 - D1037号の7両。D1020形をベースとして、中扉が1,400 mm 幅の両開きとなり、窓配置が変更となった。前照灯は腰部の1灯のみとなった。整備性と冷却性の確保のため側面のスカートは当初から大きく開いていた。エンジンは130 ps に出力が向上した。

## 廃車・転用
非電化で開業した鉄北線北部区間の電化に伴って1969年（昭和44年） - 1971年（昭和46年）に廃車され、4両が車体を560形の電装品と組み合わされてA870形に、1両が240形の電装品と組み合わされて720形に転用された。
電車化の際、空気バネ台車は利用されず、廃棄された。

## 主要諸元
- 全長：13,100mm
- 全幅：2,230mm
- 全高：3,210mm
- 自重：14.5t
- 定員：90人
- 出力：130ps
- 台車型式：東急車輛TS-115